# Tursiops australis
O golfinho-burrunan (nome científico: Tursiops australis) é uma espécie de mamífero cetáceo pertencente à família dos delfinídeos, que inclui os golfinhos. A espécie é endêmica das águas costeiras do sudeste e sul da Austrália.